# Antonio García Padilla
Antonio García Padilla (Sevilla, 1905-Madrid, 17 de febrero de 1987) fue un compositor y letrista español.

## Carrera
Fue hijo de José García Rufino, un periodista satírico andaluz, y de Mercedes Padilla Lagares. Como compositor de letras, colaboró con el poeta Rafael de León, con el que compuso letras para canciones populares del género de la copla andaluza, y al que animó en sus primeras letras copleras. Firmó varias de sus obras con el seudónimo de  «Kola».